# بخش دورست (شهرستان اشتابولا، اوهایو)
بخش دورست (به انگلیسی: Dorset Township) یک منطقهٔ مسکونی در ایالات متحده آمریکا است که در شهرستان آشتابولا، اوهایو قرار دارد.
 بخش دورست ۵۹٫۸ کیلومتر مربع مساحت و ۸۴۶ نفر جمعیت دارد و ۲۹۸ متر بالاتر از سطح دریا واقع شده است.